# Фабунми, Олавале Олайтанович
Олавале Олайтанович Фабунми (укр. Олавале Олайтанович Фабунмі; 18 января 1992, Киев, Украина) — украинский футболист, защитник. В составе футбольного клуба «Славутич» (Черкассы) 7 мая 2014 года играл в полуфинале Кубка Украины против донецкого «Шахтёра».

## Игровая карьера
С 2007 года находился в игровой системе киевского «Арсенала». В футболке этой команды играл в ДЮФЛ, турнире дублёров и молодёжном первенстве. В 2012 году по рекомендации Дениса Фаворова был отдан в аренду в команду второй лиги «Славутич» (Черкассы). В составе черкассчан защитник в первом же матче отметился забитым голом.
После того, как в 2013 году «Арсенал» прекратил своё существование, Фабунми перешёл в «Славутич» на правах полноценного игрока. В составе черкасской команды в сезоне 2013/14 играл в полуфинале Кубка Украины.